# Подъельск
Подъе́льск — село в Корткеросском районе Республики Коми (Россия). Административный центр сельского поселения Подъельск.

## География
Расположено в южной части республики в 113 км к северо-востоку от Сыктывкара, возле автодороги Р26 Сыктывкар — Троицко-Печорск, на берегу реки Вычегда.

## История
Основан в 1676 г. Основатели: Селиверстко Лаврентиев, Савинко Савельев, Ивашко Григорьев.
31 января 2009 года в местном доме престарелых произошёл пожар, в результате которого погибло 23 человека. На месте интерната жителями села построена деревянная часовня, которая освящена Правящим архиереем Сыктывкарской и Воркутинской епархии Преосвященнейшим епископом Питиримом 20.09.2014. Денежные пожертвования на строительство часовни поступали со всей России (Сыктывкара, Усинска, Кирова, Перми, Вологды, Череповца, Ярославля, Ростова, Екатеринбурга, Нарьян-Мара, Омска, Иркутска).

## Население
| 2010 |
| ---- |
| 585  |

Население — 709 жителей (2006 год).

## Инфраструктура
Администрация поселения.

## Транспорт
Доступна автотранспортом.